# Expedition 63

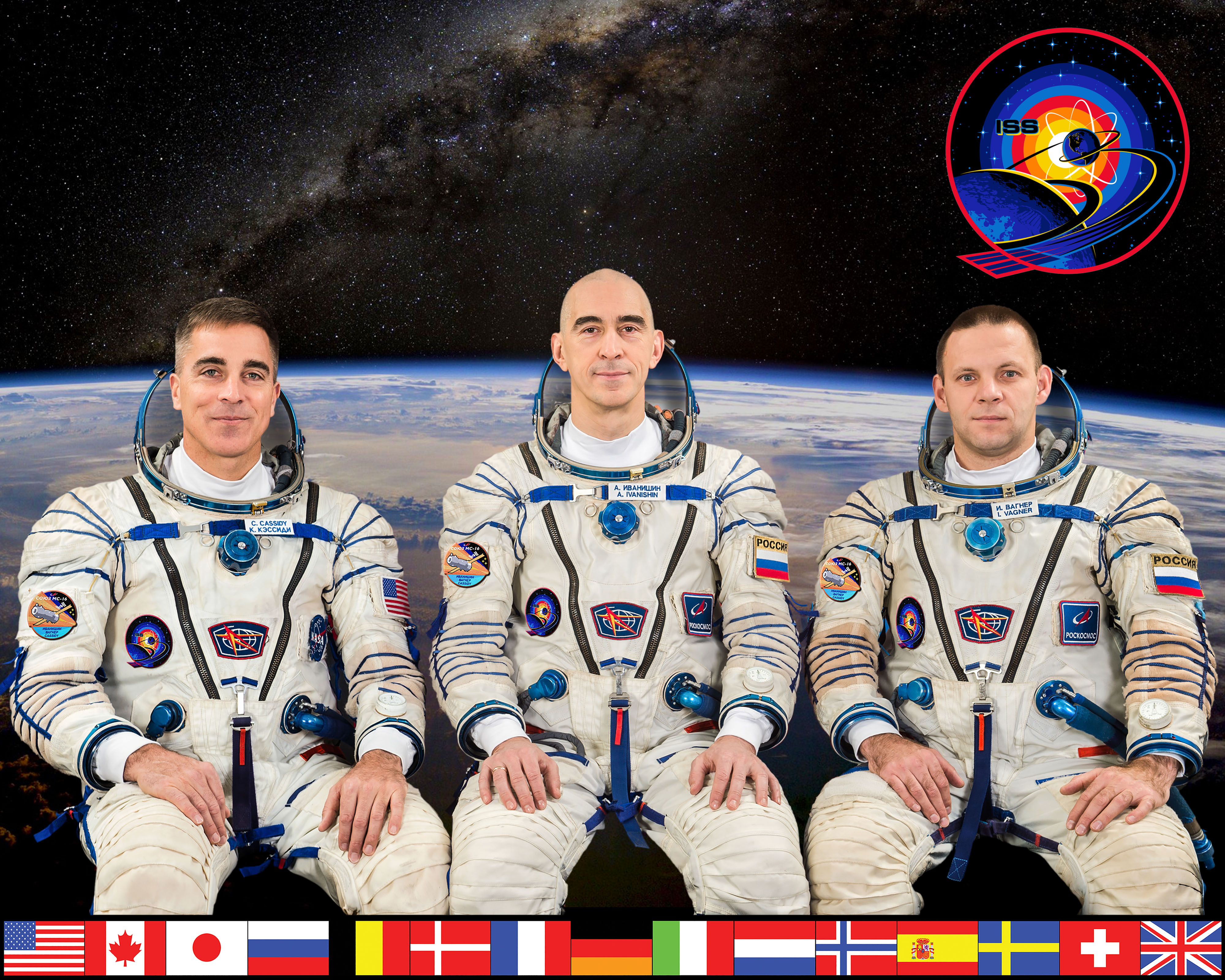
Expedition 63 besättning.

Expedition 63 var den 63:e expeditionen till Internationella rymdstationen (ISS). Expeditionen började den 17 april 2020 då delar av Expedition 62s besättning återvände till jorden med Sojuz MS-15.
På grund av förseningar i det amerikanska rymdprogrammet, var det vid expeditionens start den 17 april, inte fastställt om expeditionen skulle bestå av fler än tre rymdfarare.
Doug Hurley och Bob Behnken anlände till stationen med SpX-DM2, den 31 maj 2020. Det var vid dockningen inte fastställt hur länge de båda skulle vara en del av expeditionen. De båda var del av expeditionen fram till den 1 augusti 2020, då de påbörjade sin resa tillbaks till jorden.
Expeditionen avslutades den 21 oktober 2020 då Sojuz MS-16 lämnade rymdstationen.

## Besättning
| Position       | Första delen (17 april - 31 maj 2020)             | Andra delen (31 maj - 1 augusti 2020)             | Tredje delen (1 augusti - 14 oktober 2020)        | Fjärde delen (14 oktober - 21 oktober 2020)       |
| -------------- | ------------------------------------------------- | ------------------------------------------------- | ------------------------------------------------- | ------------------------------------------------- |
| Befälhavare    | Christopher J. Cassidy, NASA Hans tredje rymdfärd | Christopher J. Cassidy, NASA Hans tredje rymdfärd | Christopher J. Cassidy, NASA Hans tredje rymdfärd | Christopher J. Cassidy, NASA Hans tredje rymdfärd |
| Flygingenjör 1 | Anatolij Ivanisjin, RSA Hans tredje rymdfärd      | Anatolij Ivanisjin, RSA Hans tredje rymdfärd      | Anatolij Ivanisjin, RSA Hans tredje rymdfärd      | Anatolij Ivanisjin, RSA Hans tredje rymdfärd      |
| Flygingenjör 2 | Ivan Vagner, RSA Hans första rymdfärd             | Ivan Vagner, RSA Hans första rymdfärd             | Ivan Vagner, RSA Hans första rymdfärd             | Ivan Vagner, RSA Hans första rymdfärd             |
| Flygingenjör 3 |                                                   | Doug Hurley, NASA Hans tredje rymdfärd            |                                                   | Sergej N. Ruzikov, RSA Hans andra rymdfärd        |
| Flygingenjör 4 |                                                   | Bob Behnken, NASA Hans tredje rymdfärd            |                                                   | Sergej V. Kud-Svertjkov, RSA Hans första rymdfärd |
| Flygingenjör 5 |                                                   |                                                   |                                                   | Kathleen Rubins, NASA Hennes andra rymdfärd       |